# شقار حدائقي
الشقّار الحدائقي أو سكبة بستاني نوع نباتي ينتمي إلى جنس الشقّار من الفصيلة الحوذانية.

## البيئة والانتشار
موطنه الأصلي حوض البحر الأبيض المتوسط.

## الوصف النباتي
نبات عشبي معمر أزهاره بنفسجية.